# Skačany
Skačany (prononciation slovaque : [ˈskat͡ʃanɪ], hongrois : Szkacsány [ˈskɒt͡ʃaːɲ]) est un village de Slovaquie situé dans la région de Trenčín.

## Histoire

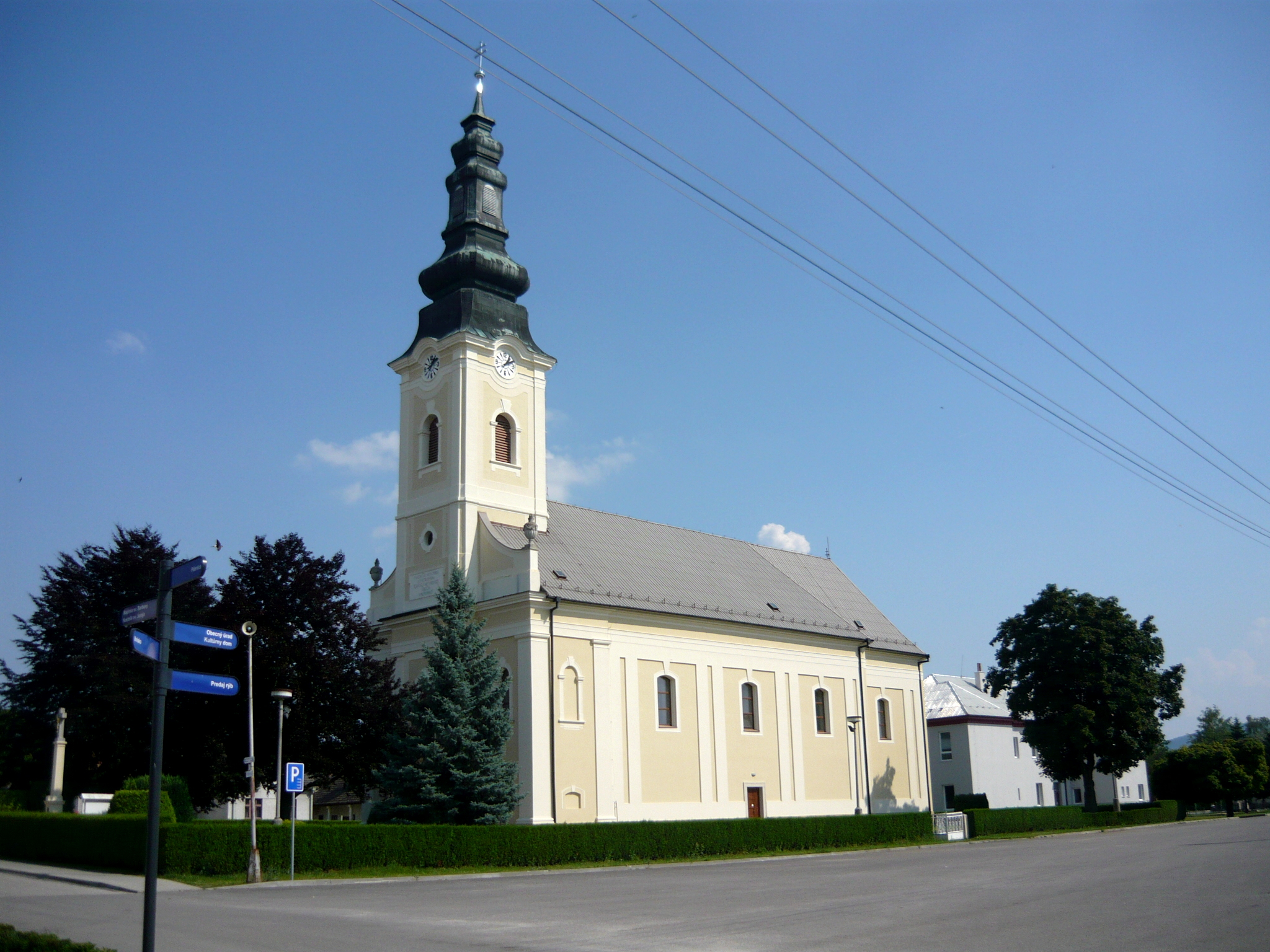
L’église de Skačany

La première mention écrite du village date de 1078.

## Géographie
Skačany se situe à 4 km au nord de Partizánske. Le village est traversé par la Nitrica.
| Hradište  | Dolné Vestenice | Nitrica         |
| Nedašovce | Skačany         |                 |
|           | Partizánske     | Veľké Kršteňany |

## Démographie

### Évolution de la population
| Année:               | 1994. | 2004.   | 2014.   | 2024.   |
| -------------------- | ----- | ------- | ------- | ------- |
| Nombre de personnes: | 1252  | 1274    | 1372    | 1327    |
| Différence:          |       | +1,75 % | +7,69 % | -3,27 % |

| Année:               | 2023. | 2024.   |
| -------------------- | ----- | ------- |
| Nombre de personnes: | 1319  | 1327    |
| Différence:          |       | +0,60 % |